# GDDR SDRAM

Graphics DDR SDRAM (GDDR SDRAM) és un tipus de memòria dinàmica síncrona d'accés aleatori (SDRAM) dissenyada específicament per a aplicacions que requereixen un gran ample de banda, per exemple, unitats de processament de gràfics (GPU). GDDR SDRAM és diferent dels tipus més coneguts de DDR SDRAM, com ara DDR4 i DDR5, tot i que comparteixen algunes de les mateixes característiques — incloses les transferències de dades de doble velocitat de dades. A 2023, GDDR SDRAM ha estat succeïda per GDDR2, GDDR3, GDDR4, GDDR5, GDDR5X, GDDR6, GDDR6X i GDDR6W.

## Generacions
| Tipus de mòdul | Tipus de xip | Rellotge de memòria | Trasllats/s | Taxa de transferència | Taxa de transferència |
| -------------- | ------------ | ------------------- | ----------- | --------------------- | --------------------- |
| ?              | GDDR2        | 500 MHz             | ?           | 128 Gbit/s            | 16,0 GB/s             |
| 64 carrils     | GDDR3        | 625 MHz             | 2,5 GT/s    | 159 Gbit/s            | 19,9 GB/s             |
| 64 carrils     | GDDR4        | 275 MHz             | 2,2 GT/s    | 140,8 Gbit/s          | 17,6 GB/s             |
| 64 carrils     | GDDR5        | 625–1.125 MHz       | 5–9 GT/s    | 320–576 Gbit/s        | 40–72 GB/s            |
| 64 carrils     | GDDR5X       | 625–875 MHz         | 10–12 GT/s  | 640–896 Gbit/s        | 80–112 GB/s           |
| 64 carrils     | GDDR6        | 875–1.125 MHz       | 14–18 GT/s  | 896–1.152 Gbit/s      | 112–144 GB/s          |
| 64 carrils     | GDDR6X       | 594–656 MHz         | 19–21 GT/s  | 1.216–1.344 Gbit/s    | 152–168 GB/s          |
| ?              | GDDR6W       | ?                   | ?—22 GT/s   | ?                     | ?                     |
| ?              | GDDR7        | ?                   | ?—36 GT/s   | ?                     | ?                     |